# لوگان الم ویلیج (اوهایو)
لوگان الم ویلیج (به انگلیسی: Logan Elm Village) یک منطقهٔ مسکونی در ایالات متحده آمریکا است که در شهرستان پیکوای، اوهایو واقع شده‌است. لوگان الم ویلیج ۱٫۳ کیلومتر مربع مساحت و ۱٬۰۶۲ نفر جمعیت دارد و ۲۱۴ متر بالاتر از سطح دریا واقع شده‌است.